# Yves Le Trocquer
Ne doit pas être confondu avec André Le Troquer.

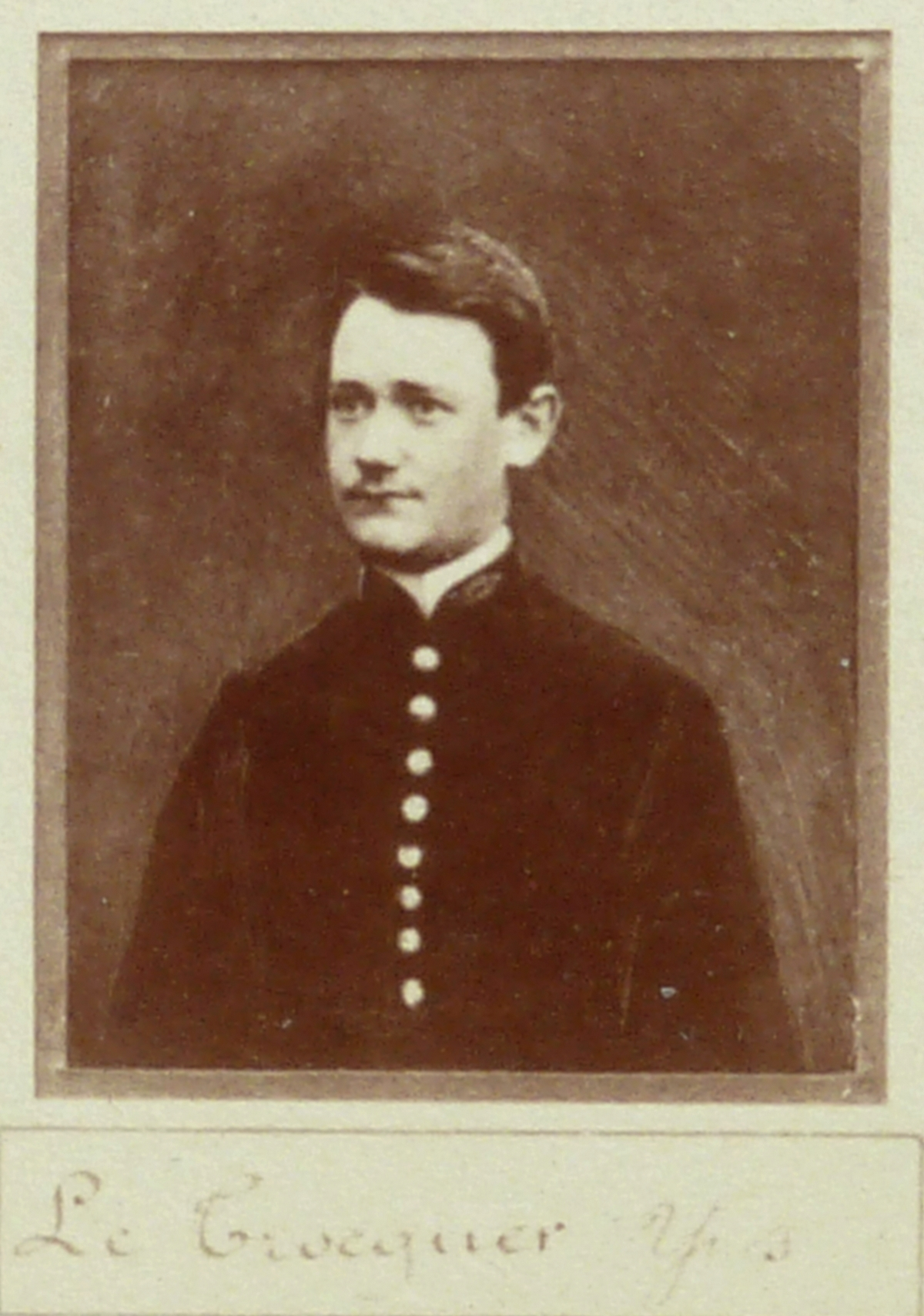
Yves Le Trocquer en 1894 au Collège Stanislas.

Yves Le Trocquer, né le 4 octobre 1877 à Pontrieux (Côtes-du-Nord) et mort le 21 février 1938 à Paris (Seine), est un ingénieur et homme politique français.

## Biographie
Fils d'un officier de marine et élève du Collège Stanislas à Paris, il obtient le 1er accessit en physique-chimie au Concours général en 1894. Il entre à Polytechnique en 1895 et devient ingénieur des Ponts et Chaussées.
Directeur technique de cabinet du ministre des travaux publics Louis Puech de 1910 à janvier 1912, il est ensuite membre du cabinet de Jean-Victor Augagneur à l'Instruction publique, puis à la Marine de (juin 1914 à octobre 1915).
Il retourne alors dans l'administration, dirigeant notamment l'Office national de la navigation, jusqu'en novembre 1917, lorsqu'il prend la direction du cabinet de Jean Cels-Couybes, sous-secrétaire d'État à la Marine marchande.
En 1919, il est élu député des Côtes-du-Nord avec l'étiquette républicain de gauche et entre au gouvernement comme sous-secrétaire d'État aux finances chargé de la liquidation des stocks. Il est ensuite ministre des Travaux publics du gouvernement d'Alexandre Millerand, en janvier 1920, et occupe ce portefeuille pendant plus de quatre ans.
L'essentiel de son action est consacré à la reconstruction, notamment dans les régions libérées ou particulièrement touchées par la guerre. Constatant que la France possède des réserves de charbon bien inférieures à ses besoins (il parle de 70 millions de tonnes pour une production de 20 millions), il propose d'exiger du charbon en guise de réparations plutôt que de l'argent. En 1923, il participe à l'occupation de la Ruhr et à l'assainissement des mines de la Sarre[pas clair]. Il développe le concept de "charbon vert" afin de rendre l'énergie hydraulique utilisable par l'industrie bretonne. Il s'engage en 1923 pour la construction du barrage de Guerlédan et tente, avec moins de succès, de développer une centrale électrique sur la Rance. Après son départ du cabinet, Le Trocquer continue à s'intéresser à la question des réparations et participe à une commission d'enquête sur le sujet.
Le Comité français de l'Union douanière européenne (UDE) est créé le 28 janvier 1927 sous la direction de Charles Gide et Yves Le Trocquer. En 1928, Le Trocquer est président du comité de liaison franco-allemand des parlementaires français, dont font également partie Aristide Briand et Joseph Paul-Boncour. Après un intense travail de lobbying, il parvient à convaincre l'Allemagne de créer en 1929 une commission équivalente, présidée par Joseph Wirth. Il écrit dans la revue de gauche La Volonté que le rapprochement avec l'Allemagne est un pas vers l'unification de l'Europe. Le 24 novembre 1928, le Comité fédéral de coopération européenne est créé sous la présidence d'Émile Borel. Son comité français est présidé par Yves Le Troquer.
Réélu député en 1924 et 1928, siégeant au centre-droit, il est élu sénateur en 1929. Il meurt en cours de mandat, en 1938, à l'âge de 61 ans.
Yves Le Trocquer est officier de la Légion d'honneur. Le 4 mai 1939, le Conseil général des Côtes-du-Nord accorde 5000 francs à la commune de Pontrieux pour l'érection d'un monument à sa mémoire. Le monument en granit, avec un médaillon en bronze à son effigie, réalisé par le sculpteur Renaud, est solennellement inauguré après la Seconde Guerre mondiale sur la place Le Trocquer, en présence du député René Pleven.

## Carrière

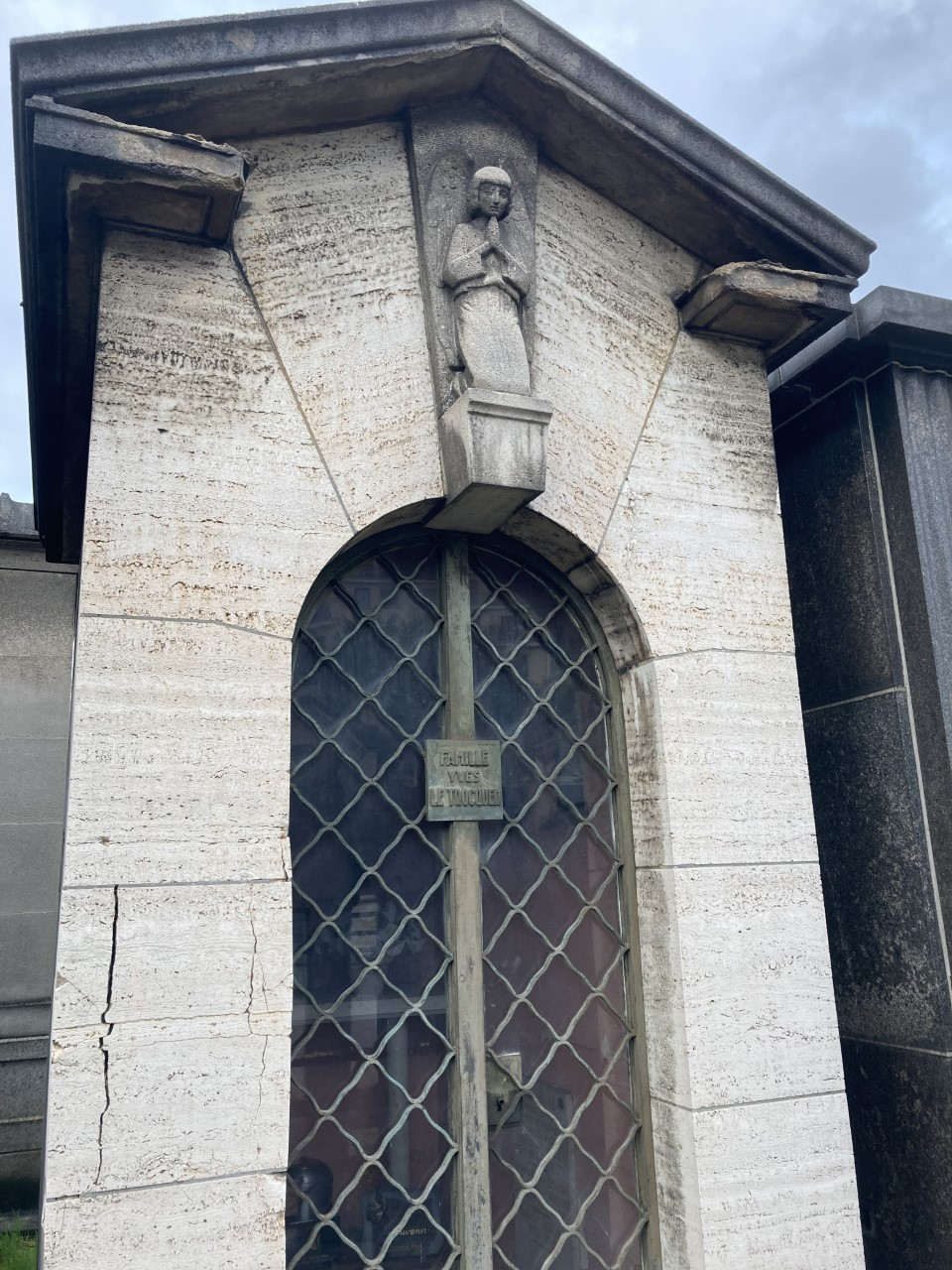
Chapelle familiale au cimetière de Passy.

- Député des Côtes-du-Nord de 1919 à 1930
- Sénateur des Côtes-du-Nord de 1930 à 1938
- Sous-secrétaire d'État aux Finances du 27 novembre 1919 au 28 novembre 1919 dans le gouvernement Georges Clemenceau (2)
- Ministre des Travaux publics du 20 janvier 1920 au 29 mars 1924 dans les gouvernements Alexandre Millerand (1), Alexandre Millerand (2), Georges Leygues, Aristide Briand (7) et Raymond Poincaré (2)
- Ministre des Travaux publics, des ports et de la marine marchande du 29 mars au 14 juin 1924 dans les gouvernements Raymond Poincaré (3) et Frédéric François-Marsal

## Sources
- « Yves Le Trocquer », dans le Dictionnaire des parlementaires français (1889-1940), sous la direction de Jean Jolly, PUF, 1960 [détail de l’édition]
- La Dépêche de Brest, 27 septembre 1922.